# Municipio de Johnson (condado de LaGrange)
El municipio de Johnson (en inglés: Johnson Township) es un municipio ubicado en el condado de LaGrange en el estado estadounidense de Indiana. En el año 2010 tenía una población de 3392 habitantes y una densidad poblacional de 36,76 personas por km².

## Geografía
El municipio de Johnson se encuentra ubicado en las coordenadas 41°33′57″N 85°21′53″O / 41.56583, -85.36472. Según la Oficina del Censo de los Estados Unidos, el municipio tiene una superficie total de 92.28 km², de la cual 86,16 km² corresponden a tierra firme y (6,63 %) 6,11 km² es agua.

## Demografía
Según el censo de 2010, había 3392 personas residiendo en el municipio de Johnson. La densidad de población era de 36,76 hab./km². De los 3392 habitantes, el municipio de Johnson estaba compuesto por el 97,52 % blancos, el 0,59 % eran afroamericanos, el 0,18 % eran amerindios, el 0,53 % eran asiáticos, el 0,44 % eran de otras razas y el 0,74 % eran de una mezcla de razas. Del total de la población el 0,85 % eran hispanos o latinos de cualquier raza.